# Stretham
Stretham – wieś w Anglii, w hrabstwie Cambridgeshire, w dystrykcie East Cambridgeshire. Leży 18 km na północny wschód od miasta Cambridge i 97 km na północ od Londynu. W 2001 miejscowość liczyła 1685 mieszkańców.